# دير الفرديس
دير الفرديس قرية سورية  في محافظة حمص بلغ عدد سكانها 17 نسمة في عام 2024 حسب إحصاء المكتب المركزي للإحصاء.
تبعد 21 كم عن مدينة حماة و32 كم عن مدينة حمص، معظم سكانها يعملون بالزراعة، من أهم المحاصيل المزروعة القمح والحمص والقطن والبصل والكزبرة والشمندر السكري. وقد جرت بعض الحملات لمحو الأمية في القرية.
تحتوي القرية علي معالم أثرية يَعود تاريخها للعهد البيزنطي، ومن أهمها القرية البيزنطية القديمة.thaer

## وصلات خارجية
- الوحدات الإدارية في محافظة حماة نسخة محفوظة 18 أبريل 2019 على موقع واي باك مشين.
- الواقع الخدمي في قرية دير الفرديس.
- قرية دير الفرديس - موقع حماة.
- قرية دير الفرديس السورية تتخلص من الأمية.